# Tsutilja
Tsutilja är en ort i Mexiko.   Den ligger i kommunen Oxchuc och delstaten Chiapas, i den sydöstra delen av landet, 800 km öster om huvudstaden Mexico City. Tsutilja ligger 1 976 meter över havet och antalet invånare är 119.
Terrängen runt Tsutilja är kuperad. Runt Tsutilja är det ganska tätbefolkat, med 75 invånare per kvadratkilometer. Närmaste större samhälle är Oxchuc, 1,7 km väster om Tsutilja. I omgivningarna runt Tsutilja växer i huvudsak städsegrön lövskog.